# Coulston
Coulston – wieś w Anglii, w hrabstwie Wiltshire. Leży 31 km na północny zachód od miasta Salisbury i 138 km na zachód od Londynu. W roku 1951 miejscowość liczyła 155 mieszkańców.